# John Cunningham Lilly

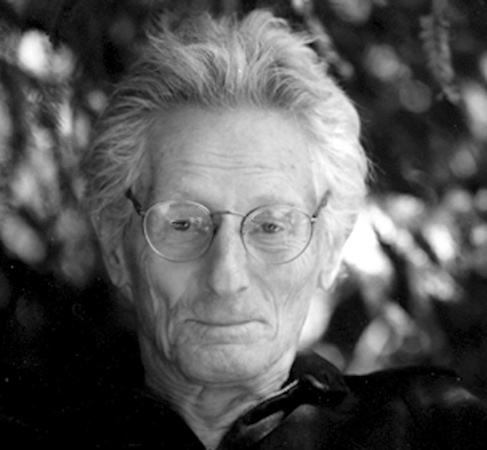
John C. Lilly

John Cunningham Lilly (* 6. Januar 1915 in St. Paul, Minnesota; † 30. September 2001 in Los Angeles, Kalifornien) war ein US-amerikanischer Biologe und Neurophysiologe. Bekannt wurde Lilly zunächst für die Erfindung des Isolationstanks (Floating-Tank) und durch seine Forschungsarbeiten über Delfine und deren Sprache.
Später versuchte er – hauptsächlich im Selbstversuch – mit Hilfe von LSD und anderer Drogen wie Ketamin menschliche Bewusstseinsebenen zu erkunden. Als Erklärungsmodell benutzte er dabei den sogenannten menschlichen Biocomputer.

## Leben
John C. Lilly absolvierte ein Studium der Biologie am California Institute of Technology und wurde 1942 an der University of Pennsylvania promoviert. Er initiierte und leitete Forschungsprojekte u. a. auf den Gebieten der Biophysik und Neurophysiologie, wobei sein Hauptinteresse der Frage nach der Struktur des menschlichen Bewusstseins galt.
1961 nahm John Lilly an der ersten SETI-Konferenz in Green-Bank teil.
Lilly betrieb bis in die 1970er Jahre anerkannte wissenschaftliche Forschungen im Grenzbereich zwischen Biochemie, Neurophysiologie, Verhaltensphysiologie und Psychologie. Seine späteren Publikationen konzentrierten sich zunehmend auf Theoriebildungen zum Bewusstsein. Lillys Beiträge zur Biologie und dem Verhalten der Delfine sind von wissenschaftlicher Bedeutung. Seine spätere Arbeit hat in der New-Age-Szene Beachtung gefunden.
1987 adoptierte Lilly vier erwachsene Personen: Nina Castelluccio, Lisa Lyon, Barbara Clarke und Philip H. Bailey.

## Arbeiten

### Englisch für Delfine
In den sechziger Jahren sorgte Lilly für internationales Aufsehen, als er Delfinen Englisch beibringen wollte. Er prophezeite, in zehn Jahren werde die Menschheit mit Delfinen sprechen können. Sein Forschungsprojekt wurde mit mehreren Millionen Dollar von der Nasa unterstützt. Das Forschungszentrum auf der Insel St. Thomas wurde schließlich wegen Erfolglosigkeit aufgelöst. Von diesem Projekt handelt der für die BBC gedrehte Dokumentarfilm The Girl Who Talked to Dolphins von 2014.

### Menschlicher Biocomputer

#### Thesen Lillys
In seinem Buch: Programming and Metaprogramming in the Human Biocomputer ein Auszug seiner Erkenntnisse (Seite 5):
- "Solche Anwendungen des eigenen Biocomputers wie die oben genannten können einem tiefgründige Wahrheiten über sich selbst und die eigenen Fähigkeiten beibringen. Die daraus resultierenden Seins-, Bewußtseinszustände lehren einen die Grundwahrheit über die eigene Ausrüstung wie folgt: Im Bereich des Geistes ist das, was man für wahr hält, wahr oder wird wahr, innerhalb gewisser Grenzen, die erfahrungsmäßig und experimentell zu finden sind. Diese Grenzen sind weitere Überzeugungen, die es zu überwinden gilt. Im Kopf gibt es keine Grenzen. (Lilly, 1972)"
- "Im Bereich des Geistes befindet sich der Bereich der eigenen Modelle, des alleinigen Selbst, des Gedächtnisses, der Metaprogramme. Was ist mit der Region, die den eigenen Körper, den Körper eines anderen umfasst? Hier gibt es eindeutige Grenzen". xiii
- "Im Netzwerk der Körper, die mit anderen zum körperlichen Überleben verbunden sind, gibt es eine andere Art von Information: In der Domäne des vernetzten Verstandes ist das, was das Netzwerk für wahr hält, entweder wahr oder wird innerhalb bestimmter Grenzen wahr, die erfahrungsmäßig und experimentell gefunden werden können. Diese Grenzen sind weitere Überzeugungen, die es zu überwinden gilt. Im Verstand des Netzwerks gibt es keine Grenzen. Aber noch einmal, die Körper des Netzwerks, die den Verstand beherbergen, der Boden, auf dem sie ruhen, die Oberfläche des Planeten, setzen bestimmte Grenzen. Diese Grenzen sind von speziellen Menschen mit Verstand durch Erfahrung und experimentell zu finden. Gemeinsam abgestimmt sollen sie dem Netzwerk mitgeteilt zu werden. Diese Ergebnisse werden als "Konsensus-Wissenschaft" bezeichnet."

#### Schematische Darstellung

Global vernetztes neurosoziales Biocomputersystem

- Sm: neurosoziales System planetarisch vernetzter Biocomputer: Gruppendynamik, Internet
  - p1: biologische Entität 1: menschlicher Körper 1
  - p2: biologische Entität 2: menschlicher Körper 2
- Gebiet der Metaprogramme
  - Bp1: Gedankenraum von p1: Feld der Beobachtung
  - Bp2: Gedankenraum von p2: Feld der Beobachtung
- Subjektiv erlebte Metaprogramme
  - p1': Abbild von p1 in Bp1: Beobachtende Entität, das Ich von p1
  - p2': Abbild von p2 in Bp2: Beobachtende Entität, das Ich von p2
  - p1'': Abbild von p1 in Bp2: Beobachtete Entität, das Du von p1
  - p2'': Abbild von p2 in Bp1: Beobachtete Entität, das Du von p2
- Gebiet subjektiver Metakommunikation: Symbolischer Interaktionismus
  - Kp1'p2'': Kommunikation zwischen p1' und p2'', subjektive Meta-Erfahrungen von p1
  - Kp2'p1'': Kommunikation zwischen p2' und p1'', subjektive Meta-Erfahrungen von p2
- Gebiet planetarischer Kommunikation
  - Kp1p2: Kommunikation zwischen p1 und p2, körperlich-planetarische "Wirklichkeit"

#### Platons Höhlengleichnis
„Höhlengleichnis: Einige Menschen sind von Geburt an in einer Höhle so festgebunden, dass sie dem Licht ständig den Rücken zukehren und immer nur auf eine schwach angeleuchtete Höhlenwand blicken können. Alles, was sich hinter ihnen abspielt, wirft einen Schatten an die Wand. Da sie nichts anderes wahrnehmen, halten die Menschen diese Schattenbilder für die wirklichen Dinge. Dies bleibt auch so, als einer von ihnen, der losgebunden wurde, von draußen in die Höhle zurückkehrt und den anderen über die wahren Verhältnisse Aufschluss zu geben versucht.“

Platons Höhlengleichnis

- Sm: neurosoziales System planetarisch vernetzter Biocomputer: als solche nicht unmittelbar bewusste materielle Welt
- p1: biologische Entität 1: menschlicher Körper 1
- BP1: Gedankenraum von p1: die bewusste Welt von p1
- p1': Abbild von p1 in BP1: Beobachtende Entität, das Ich von p1

### Weitere Publikationen
- Man and Dolphin: Adventures of a New Scientific Frontier (1st ed.), Garden City, NY: Doubleday, 1961.
  - Delphin ein Geschöpf des 5. Tages. Winkler Verlag, 1969.
- The Center of the Cyclone., An Autobiography of Inner Space. Julian Press, 1972.
  - Das Zentrum des Zyklons. Eine Reise in die inneren Räume. Fischer, Frankfurt am Main; Neuausgabe: AT Verlag, 2000, ISBN 3-85502-696-3.[9]
- Der Dyadische Zyklon. Sphinx, 1983, ISBN 3-85914-206-2
- Das Tiefe Selbst. Sphinx, 1988, ISBN 3-85914-221-6
- Der Scientist. Sphinx, 1984, ISBN 3-85914-413-8
- Simulationen von Gott. Sphinx, 1986, ISBN 3-85914-214-3
- Programming and Metaprogramming in the Human Biocomputer: Theory and Experiments. Julian C.Lilly, Float on (8.5.2014), ISBN  978-0692217894.